# Ervin Barker
Ervin Jeremiah Barker (Cresco, 2 giugno 1883 – 1961) è stato un altista statunitense.
Barker partecipò alla gara di salto in alto ai Giochi olimpici di Saint Louis 1904, dove arrivò sesto saltando un metro e settanta centimetri.